# Бомбардиры футбольных клубов России в еврокубках

## Сезон 1992/1993
6 голов
- Пятницкий Андрей («Спартак»)

4 гола
- Радченко Дмитрий («Спартак»)
- Карпин Валерий («Спартак»)

2 гола
- Карсаков Дмитрий (ЦСКА)
- Сергеев Олег (ЦСКА)
- Скляров Игорь («Динамо»)
- Симутенков Игорь («Динамо»)

1 гол
- Гришин Александр (ЦСКА)
- Колесников Михаил (ЦСКА)
- Файзулин Ильшат (ЦСКА)
- Онопко Виктор («Спартак»)
- Попов Дмитрий («Спартак»)
- Писарев Николай («Спартак»)
- Шустиков Сергей («Торпедо»)
- Гришин Геннадий («Торпедо»)
- Талалаев Андрей («Торпедо»)
- Тишков Юрий («Торпедо»)
- Мурашов Михаил («Торпедо»)
- Тимофеев Сергей («Динамо»)
- Тетрадзе Омари («Динамо»)
- Касумов Вели («Динамо»)
- Калитвинцев Юрий («Динамо»)
- Деркач Сергей («Динамо»)

## Сезон 1993/1994
5 голов
- Карпин Валерий («Спартак»)

4 гола
- Родионов Сергей («Спартак»)
- Писарев Николай («Спартак»)
- Онопко Виктор («Спартак»)

2 гола
- Цымбаларь Илья («Спартак»)

1 гол
- Погодин Сергей («Спартак»)
- Бесчастных Владимир («Спартак»)
- Хлестов Дмитрий («Спартак»)
- Борисов Сергей («Торпедо»)
- Калайчев Андрей («Торпедо»)
- Симутенков Игорь («Динамо»)
- Добровольский Игорь («Динамо»)

## Сезон 1994/1995
3 гола
- Черышев, Дмитрий («Динамо»)
- Полстянов Сергей («Текстильщик»)

2 гола
- Писарев Николай («Спартак»)
- Тихонов Андрей («Спартак»)
- Филиппов Владимир («Текстильщик»)

1 гол
- Мухамадиев Мухсин («Спартак»)
- Рахимов Рашид («Спартак»)
- Родионов Сергей («Спартак»)
- Аленичев Дмитрий («Спартак»)
- Мамчур Сергей (ЦСКА)
- Сергеев Олег (ЦСКА)
- Радимов Владислав (ЦСКА)
- Геращенко Владимир («Ротор»)
- Нечай Сергей («Ротор»)
- Веретенников Олег («Ротор»)
- Симутенков Игорь («Динамо»)
- Смирнов Александр («Динамо»)
- Гусаков Юрий («Текстильщик»)
- Волгин Владимир («Текстильщик»)

## Сезон 1995/1996
5 гола
- Никифоров Юрий («Спартак»)

3 гола
- Юран Сергей («Спартак»)
- Терёхин Олег («Динамо»)

2 гола
- Аленичев Дмитрий («Спартак»)
- Кечинов Валерий («Спартак»)
- Мамедов Рамиз («Спартак»)
- Нидергаус Владимир («Ротор»)

1 гол
- Шмаров Валерий («Спартак»)
- Тихонов Андрей («Спартак»)
- Цымбаларь Илья («Спартак»)
- Сафронов Виталий («Динамо»)
- Кузнецов Юрий («Динамо»)
- Харлачёв Евгений («Локомотив»)
- Веретенников Олег («Ротор»)
- Касымов Мирджалол («Спартак (Вл.)»)

## Сезон 1996/1997
10 голов
- Веретенников Олег («Ротор»)

4 гола
- Тихонов Андрей («Спартак»)

3 гола
- Яновский Игорь («Алания»)
- Кобелев Андрей («Динамо»)
- Бабенко Алексей (КАМАЗ)
- Абрамов Виталий («Ротор»)
- Зернов Александр («Ротор»)
- Литвинов Виталий («Уралмаш»)

2 гола
- Артёмов Сергей («Динамо»)
- Заярный Владимир (КАМАЗ)
- Клонцак Владимир (КАМАЗ)
- Мелёшин Алексей («Спартак»)
- Востросаблин Борис («Торпедо»)
- Ханкеев Игорь («Уралмаш»)
- Мовсесьян Андрей (ЦСКА)
- Янкаускас Эдгарас (ЦСКА)

1 гол
- Сулейманов Назим («Алания»)
- Шелия Муртази («Алания»)
- Винников Иван (КАМАЗ)
- Джишкариани Михаил (КАМАЗ)
- Евдокимов Роберт (КАМАЗ)
- Гарас Олег («Локомотив»)
- Косолапов Алексей («Локомотив»)
- Соломатин Андрей («Локомотив»)
- Черевченко Игорь («Локомотив»)
- Беркетов Александр («Ротор»)
- Есипов Валерий («Ротор»)
- Нидергаус Владимир («Ротор»)
- Орбу Геннадий («Ротор»)
- Тищенко Максим («Ротор»)
- Аленичев Дмитрий («Спартак»)
- Кечинов Валерий («Спартак»)
- Камольцев Вячеслав («Торпедо»)
- Бахтин Игорь («Уралмаш»)
- Кокарев Олег («Уралмаш»)
- Ямлиханов Радик («Уралмаш»)
- Осинов Михаил («Уралмаш»)
- Карсаков Дмитрий (ЦСКА)
- Феррейра Леонидас (ЦСКА)
- Минько Валерий (ЦСКА)

## Сезон 1997/1998
7 голов
- Ширко Александр («Спартак»)

5 голов
- Веретенников Олег («Ротор»)

3 гола
- Терёхин Олег («Динамо»)
- Харлачёв Евгений («Локомотив»)
- Нидергаус Владимир («Ротор»)
- Кечинов Валерий («Спартак»)
- Тихонов Андрей («Спартак»)
- Гашкин Андрей («Торпедо»)

2 гола
- Гахокидзе Георгий («Алания»)
- Джанашия Заза («Локомотив»)
- Лоськов Дмитрий («Локомотив»)
- Ионанидзе Зураб («Локомотив-НН»)
- Аленичев Дмитрий («Спартак»)
- Титов Егор («Спартак»)
- Карлос Альберто («Торпедо»)
- Машкарин Денис («Торпедо»)

1 гол
- Ашветия Михаил («Алания»)
- Жутаутас Раймондас («Алания»)
- Кобиашвили Леван («Алания»)
- Мороз Юрий («Алания»)
- Яновский Игорь («Алания»)
- Кобелев Андрей («Динамо»)
- Кораблёв Евгений («Динамо»)
- Косолапов Эдуард («Динамо»)
- Кульчий Александр («Динамо»)
- Куценко Алексей («Динамо»)
- Островский Андрей («Динамо»)
- Штанюк Сергей («Динамо»)
- Бородюк Александр («Локомотив»)
- Маминов Владимир («Локомотив»)
- Чугайнов Игорь («Локомотив»)
- Мордвинов Игорь («Локомотив-НН»)
- Быстров Пётр («Локомотив-НН»)
- Дурнев Евгений («Локомотив-НН»)
- Дуюн Владислав («Локомотив-НН»)
- Мухамадиев Мухсин («Локомотив-НН»)
- Передня Сергей («Локомотив-НН»)
- Абрамов Виталий («Ротор»)
- Беркетов Александр («Ротор»)
- Бурлаченко Валерий («Ротор»)
- Зернов Александр («Ротор»)
- Бузникин Максим («Спартак»)
- Дмитриев Сергей («Спартак»)
- Ромащенко Мирослав («Спартак»)
- Боциев Георгий («Торпедо»)
- Камольцев Вячеслав («Торпедо»)
- Прейкшайтис Айдас («Торпедо»)
- Самарони Леандро («Торпедо»)
- Хохлов Дмитрий («Торпедо»)
- Янкаускас Эдгарас («Торпедо»)

## Сезон 1998/1999
6 голов
- Джанашия Заза («Локомотив»)

5 голов
- Цымбаларь илья («Спартак»)

4 гола
- Булыкин Дмитрий («Локомотив»)
- Титов Егор («Спартак»)

3 гола
- Визёнок Константин («Балтика»)
- Тихонов Андрей («Спартак»)

2 гола
- Аджинджал Руслан («Балтика»)
- Гусев Ролан («Динамо»)
- Некрасов Сергей («Динамо»)
- Терёхин Олег («Динамо»)
- Чугайнов Игорь («Локомотив»)
- Писарев Николай («Спартак»)
- Робсон Луис («Спартак»)
- Юминов Сергей («Шинник»)

1 гол
- Касторный Олег («Балтика»)
- Силин Дмитрий («Балтика»)
- Федьков Андрей («Балтика»)
- Головской Константин («Динамо»)
- Островский Андрей («Динамо»)
- Харлачёв Евгений («Локомотив»)
- Абрамов Виталий («Ротор»)
- Зернов Александр («Ротор»)
- Самарони Леандро («Спартак»)
- Хлестов Дмитрий («Спартак»)
- Вязьмикин Дмитрий («Шинник»)
- Леонченко Владимир («Шинник»)
- Казалов Алексей («Шинник»)
- Путилин Максим («Шинник»)
- Серебренников Сергей («Шинник»)

## Сезон 1999/2000
5 голов
- Тихонов Андрей («Спартак»)

4 гола
- Джанашия Заза («Локомотив»)
- Безродный Артем («Спартак»)
- Ширко Александр («Спартак»)

3 гола
- Булыкин Дмитрий («Локомотив»)
- Лоськов Дмитрий («Локомотив»)
- Харлачёв Евгений («Локомотив»)

2 гола
- Чугайнов Игорь («Локомотив»)

1 гол
- Кондрашов Андрей («Зенит»)
- Панов Александр («Зенит»)
- Дроздов Юрий («Локомотив»)
- Саркисян Альберт («Локомотив»)
- Смертин Алексей («Локомотив»)
- Бахтин Игорь («Ростов»)
- Дуюн Владислав («Ростов»)
- Дядюк Юрий («Ростов»)
- Малыгин Александр («Ростов»)
- Мацигура Владимир («Ростов»)
- Ханкеев Игорь («Ростов»)
- Булатов Виктор («Спартак»)
- Робсон Луис («Спартак»)
- Титов Егор («Спартак»)
- Хомуха Дмитрий (ЦСКА)
- Шишкин Олег (ЦСКА)

## Сезон 2000/2001
5 голов
- Попович Геннадий («Зенит»)

4 гола
- Маркао («Спартак»)
- Титов Егор («Спартак»)

3 гола
- Угаров Денис («Зенит»)

2 гола
- Спивак Александр («Зенит»)
- Тарасов Евгений («Зенит»)
- Ромащенко Максим («Динамо»)
- Джанашия Заза («Локомотив»)
- Робсон Луис («Спартак»)

1 гол
- Горшков Александр («Зенит»)
- Игонин Алексей («Зенит»)
- Нагибин Владимир («Зенит»)
- Панов Александр («Зенит»)
- Петухов Александр («Зенит»)
- Штанюк Сергей («Динамо»)
- Лоськов Дмитрий («Локомотив»)
- Пименов Руслан («Локомотив»)
- Саркисян Альберт («Локомотив»)
- Цымбаларь Илья («Локомотив»)
- Черевченко Игорь («Локомотив»)
- Чугайнов Игорь («Локомотив»)
- Кириченко Дмитрий («Ростов»)
- Безродный Артем («Спартак»)
- Парфёнов Дмитрий («Спартак»)
- Гашкин Андрей («Торпедо»)
- Литвинов Виталий («Торпедо»)

## Сезон 2001/2002
4 гола
- Бесчастных Владимир («Спартак»)

3 гола
- Бузникин Максим («Локомотив»)
- Измайлов Марат («Локомотив»)

2 гола
- Гусев Ролан («Динамо»)
- Маминов Владимир («Локомотив»)
- Робсон Луис («Спартак»)
- Вязьмикин Дмитрий («Торпедо»)

1 гол
- Хазов Антон («Динамо»)
- Игнашевич Сергей («Локомотив»)
- Лекхето Джейкоб («Локомотив»)
- Обрадович Милан («Локомотив»)
- Пименов Руслан («Локомотив»)
- Сенников Дмитрий («Локомотив»)
- Черевченко Игорь («Локомотив»)
- Баранов Василий («Спартак»)

## Сезон 2002/2003
3 гола
- Осипов Сергей («Зенит»)
- Ранджелович Предраг («Зенит»)
- Лоськов Дмитрий («Локомотив»)

2 гола
- Аршавин Андрей («Зенит»)
- Кержаков Александр («Зенит»)
- Спивак Александр («Зенит»)
- Гаушу Рожерио («Кр. Советов»)
- Евсеев Вадим («Локомотив»)
- Жулио Сезар («Локомотив»)
- Игнашевич Сергей («Локомотив»)
- Обиора Джеймс («Локомотив»)
- Семак Сергей (ЦСКА)

1 гол
- Макаров Дмитрий («Зенит»)
- Мицейка Дарюс («Зенит»)
- Николаев Андрей («Зенит»)
- Филатов Валентин («Зенит»)
- Бобёр Антон («Кр. Советов»)
- Каряка Андрей («Кр. Советов»)
- Ковба Денис («Кр. Советов»)
- Пошкус Робертас («Кр. Советов»)
- Радимов Владислав («Кр. Советов»)
- Лекхето Джейкоб («Локомотив»)
- Мнгуни Беннет («Локомотив»)
- Данишевский Александр («Спартак»)
- Попов Денис (ЦСКА)

## Сезон 2003/2004
3 гола
- Ашветия Михаил («Локомотив»)

2 гола
- Игнашевич Сергей («Локомотив»)
- Лоськов Дмитрий («Локомотив»)
- Калиниченко Максим («Спартак»)
- Павленко Александр («Спартак»)
- Пьянович Михайло («Спартак»)
- Волков Виталий («Торпедо»)
- Опер Андрес («Торпедо»)
- Семшов Игорь («Торпедо»)
- Ширко Александр («Торпедо»)

1 гол
- Бузникин Максим («Локомотив»)
- Измайлов Марат («Локомотив»)
- Маминов Владимир («Локомотив»)
- Паркс Уинстон («Локомотив»)
- Хохлов Дмитрий («Локомотив»)
- Павлюченко Роман («Спартак»)
- Парфёнов Дмитрий («Спартак»)
- Самедов Александр («Спартак»)
- Зырянов Константин («Торпедо»)
- Леонченко Владимир («Торпедо»)
- Осипов Сергей («Торпедо»)
- Самусиовас Мантас («Торпедо»)
- Гогниев Спартак (ЦСКА)
- Кириченко Дмитрий (ЦСКА)

## Сезон 2004/2005
8 голов
- Вагнер Лав (ЦСКА)

6 голов
- Кержаков Александр («Зенит»)

4 гола
- Аршавин Андрей («Зенит»)
- Карвальо Даниэл (ЦСКА)
- Семак Сергей (ЦСКА)

3 гола
- Павлюченко Роман («Спартак»)
- Погребняк Павел («Спартак»)

2 гола
- Горшков Александр («Зенит»)
- Федьков Андрей («Терек»)
- Гусев Ролан (ЦСКА)
- Игнашевич Сергей (ЦСКА)

1 гол
- Вьештица Милан («Зенит»)
- Денисов Игорь («Зенит»)
- Макаров Дмитрий («Зенит»)
- Радимов Владислав («Зенит»)
- Спивак Александр («Зенит»)
- Бояринцев Денис («Рубин»)
- Рони («Рубин»)
- Лешонок Владимир («Спартак»)
- Петкович Душан («Спартак»)
- Самедов Александр («Спартак»)
- Хомуха Дмитрий («Терек»)
- Архипов Антон («Шинник»)
- Кушев Мартин («Шинник»)
- Луценко Евгений («Шинник»)
- Туменко Александр («Шинник»)
- Харитонский Ярослав («Шинник»)
- Штукин игорь («Шинник»)
- Алдонин Евгений (ЦСКА)
- Березуцкий Василий (ЦСКА)
- Березуцкий Алексей (ЦСКА)
- Жирков Юрий (ЦСКА)
- Одиа Чиди (ЦСКА)
- Ярошик Иржи (ЦСКА)

## Сезон 2005/2006
7 голов
- Кержаков Александр («Зенит»)

5 голов
- Аршавин Андрей («Зенит»)
- Лоськов Дмитрий («Локомотив»)
- Карвальо Даниэл (ЦСКА)

4 гола
- Лебеденко Игорь («Локомотив»)

3 гола
- Адаму Баба («Кр. Советов»)
- Вагнер Лав (ЦСКА)

2 гола
- Спивак Александр («Зенит»)
- Гусин Андрей («Кр. Советов»)
- Асатиани Малхаз («Локомотив»)
- Руополо Франческо («Локомотив»)
- Сычев Дмитрий («Локомотив»)

1 гол
- Горшков Александр («Зенит»)
- Денисов Игорь («Зенит»)
- Хён Ён Мин («Зенит»)
- Бобёр Антон («Кр. Советов»)
- Булыга Виталий («Кр. Советов»)
- Виноградов Сергей («Кр. Советов»)
- Ковба Денис («Кр. Советов»)
- Леилтон («Кр. Советов»)
- Билялетдинов Динияр («Локомотив»)
- Самедов Александр («Локомотив»)
- Гусев Ролан (ЦСКА)
- Самодин Сергей (ЦСКА)

## Сезон 2006/2007
3 гола
- Калиниченко Максим («Спартак»)
- Павлюченко Роман («Спартак»)
- Олич Ивица (ЦСКА)

2 гола
- Ашветия Михаил («Рубин»)
- Домингес Алехандро («Рубин»)
- Бояринцев Денис («Спартак»)
- Ковач Радослав («Спартак»)
- Адамов Роман («Москва»)
- Вагнер Лав (ЦСКА)
- Карвальо Даниэл (ЦСКА)

1 гол
- Иванович Бранислав («Локомотив»)
- Лоськов Дмитрий («Локомотив»)
- Базаев Джамбулат («Рубин»)
- Моцарт Сантос («Спартак»)
- Титов Егор («Спартак»)
- Быстров Пётр («Москва»)
- Сеаренсе Дуду (ЦСКА)
- Жирков Юрий (ЦСКА)

## Сезон 2007/2008
11 голов
- Погребняк Павел («Зенит»)

7 гола
- Павлюченко Роман («Спартак»)

4 гола
- Аршавин Андрей («Зенит»)
- Волков Виталий («Рубин»)

3 гола
- Зырянов Константин («Зенит»)
- Билялетдинов Динияр («Локомотив»)
- Титов Егор («Спартак»)
- Вагнер Лав (ЦСКА)

2 гола
- Денисов Игорь («Зенит»)
- Ионов Алексей («Зенит»)
- Ким Дон Джин («Зенит»)
- Одемвингие Питер («Локомотив»)
- Дзюба Артем («Спартак»)
- Жо (ЦСКА)

1 гол
- Анюков Александр («Зенит»)
- Максимов Илья («Зенит»)
- Тимощук Анатолий («Зенит»)
- Файзулин Виктор («Зенит»)
- Текке Фатих («Зенит»)
- Хаген Эрик («Зенит»)
- Иванович Бранислав («Локомотив»)
- Маминов Владимир («Локомотив»)
- Самедов Александр («Локомотив»)
- Сычев Дмитрий («Локомотив»)
- Нарде Жеан («Рубин»)
- Рязанцев Александр («Рубин»)
- Баженов Никита («Спартак»)
- Веллитон («Спартак»)
- Моцарт Сантос («Спартак»)
- Павленко Александр («Спартак»)
- Красич Милош (ЦСКА)

## Сезон 2008/2009
11 голов
- Вагнер Лав (ЦСКА)

3 гола
- Данни Мигел («Зенит»)
- Дзюба Артем («Спартак»)
- Дзагоев Алан (ЦСКА)

2 гола
- Погребняк Павел («Зенит»)
- Тимощук Анатолий («Зенит»)
- Кириченко Дмитрий («Сатурн»)
- Баженов Никита («Спартак»)
- Самедов Александр («Москва»)
- Березуцкий Алексей (ЦСКА)
- Жирков Юрий (ЦСКА)

1 гол
- Семшов Игорь («Зенит»)
- Файзулин Виктор («Зенит»)
- Текке Фатих («Зенит»)
- Хусти Саболтч («Зенит»)
- Ангбва Бенуа («Сатурн»)
- Иванов Алексей («Сатурн»)
- Ковель Леонид («Сатурн»)
- Топич Марко («Сатурн»)
- Родригес Клементе («Спартак»)
- Ковальчук Сергей («Спартак»)
- Саенко Иван («Спартак»)
- Бракамонте Эктор («Москва»)
- Кузьмин Олег («Москва»)
- Стрелков Игорь («Москва»)
- Чеснаускис Эдгарас («Москва»)
- Морейра Рамон (ЦСКА)

## Сезон 2009/2010
4 гола
- Красич Милош (ЦСКА)

3 гола
- Дзагоев Алан (ЦСКА)

2 гола
- Семшов Игорь («Зенит»)
- Текке Фатих («Зенит»)
- Савин Евгений («Кр. Советов»)
- Бухаров Александр («Рубин»)
- Домингес Алехандро («Рубин»)
- Нецид Томаш (ЦСКА)

1 гол
- Гришин Виталий («Амкар»)
- Кушев Мартин («Амкар»)
- Кержаков Александр («Динамо»)
- Кокорин Александр («Динамо»)
- Бобёр Антон («Кр. Советов»)
- Карадениз Гёкдениз («Рубин»)
- Касаев Алан («Рубин»)
- Нобоа Кристиан («Рубин»)
- Рязанцев Александр («Рубин»)
- Семак Сергей («Рубин»)
- Алдонин Евгений (ЦСКА)
- Березуцкий Василий (ЦСКА)
- Гонсалес Марк (ЦСКА)
- Хонда Кэйсукэ (ЦСКА)

## Сезон 2010/2011
7 голов
- Думбия Сейду (ЦСКА)

6 голов
- Нецид Томаш (ЦСКА)

5 голов
- Кержаков Александр («Зенит»)

4 голов
- Тошич Зоран (ЦСКА)

3 гола
- Бухаров Александр («Зенит»)
- Лазович Данко («Зенит»)
- Нобоа Кристиан («Рубин»)
- Алекс Мескини («Спартак»)
- Ари («Спартак»)

2 гола
- Данни Мигел («Зенит»)
- Ионов Алексей («Зенит»)
- Розина Алессандро («Зенит»)
- Хусти Саболтч («Зенит»)
- Широков Роман («Зенит»)
- Дзюба Артем («Спартак»)
- Ибсон («Спартак»)
- Комбаров Дмитрий («Спартак»)
- Вагнер Лав (ЦСКА)
- Гонсалес Марк (ЦСКА)
- Дзагоев Алан (ЦСКА)
- Игнашевич Сергей (ЦСКА)

1 гол
- Алвеш Бруну («Зенит»)
- Губочан Томаш («Зенит»)
- Денисов Игорь («Зенит»)
- Ломбертс Николас («Зенит»)
- Семак Сергей («Зенит»)
- Алиев Александр («Локомотив»)
- Сычев Дмитрий («Локомотив»)
- Ансальди Кристиан («Рубин»)
- Дегтярёв Александр («Сибирь»)
- Медведев Алексей («Сибирь»)
- Шевченко Игорь («Сибирь»)
- Баженов Никита («Спартак»)
- Веллитон («Спартак»)
- Ананидзе Джано («Спартак»)
- Комбаров Кирилл («Спартак»)
- Макгиди Эйден («Спартак»)
- Олисе Секу (ЦСКА)
- Хонда Кэйсукэ (ЦСКА)

## Сезон 2011/2012
6 голов
- Сычев Дмитрий («Локомотив»)

5 голов
- Широков Роман («Зенит»)
- Натхо Бибрас («Рубин»)
- Думбия Сейду (ЦСКА)

3 гола
- Глушаков Денис («Локомотив»)
- Майкон Маркес («Локомотив»)
- Вальдес Нельсон («Рубин»)
- Дядюн Владимир («Рубин»)

2 гола
- Игнатьев Владислав («Локомотив»)
- Кайседо Фелипе («Локомотив»)
- Обинна Виктор («Локомотив»)
- Мартинс Обафеми («Рубин»)
- Ари («Спартак»)

1 гол
- Данни Мигел («Зенит»)
- Зырянов Константин («Зенит»)
- Ломбертс Николас («Зенит»)
- Семак Сергей («Зенит»)
- Файзулин Виктор («Зенит»)
- Бикмаев Марат («Алания»)
- Бураев Ацамаз («Алания»)
- Габулов Георгий («Алания»)
- Неко Данило («Алания»)
- Янбаев Ренат («Локомотив»)
- Карадениз Гёкдениз («Рубин»)
- Касаев Алан («Рубин»)
- Медведев Алексей («Рубин»)
- Нобоа Кристиан («Рубин»)
- Комбаров Дмитрий («Спартак»)
- Комбаров Кирилл («Спартак»)
- Березуцкий Василий (ЦСКА)
- Вагнер Лав (ЦСКА)
- Вернблум Понтус (ЦСКА)
- Дзагоев Алан (ЦСКА)
- Тошич Зоран (ЦСКА)
- Цауня Александр (ЦСКА)

## Сезон 2012/2013
9 голов
- Это’о Самюэль («Анжи»)

5 голов
- Траоре Ласина («Анжи»)
- Рондон Саломон («Рубин»)

4 гола
- Карадениз Гёкдениз («Рубин»)

3 гола
- Халк («Зенит»)
- Кокорин Александр («Динамо»)
- Эменике Эммануэль («Спартак»)

2 гола
- Данни Мигел («Зенит»)
- Ахмедов Одил («Анжи»)
- Буссуфа Мубарак («Анжи»)
- Шатов Олег («Анжи»)
- Сапета Александр («Динамо»)
- Семшов Игорь («Динамо»)
- Дядюн Владимир («Рубин»)
- Натхо Бибрас («Рубин»)
- Рязанцев Александр («Рубин»)
- Ари («Спартак»)

1 гол
- Витсель Аксель («Зенит»)
- Кержаков Александр («Зенит»)
- Семак Сергей («Зенит»)
- Файзулин Виктор («Зенит»)
- Широков Роман («Зенит»)
- Жусилей («Анжи»)
- Карсела-Гонсалес Мехди («Анжи»)
- Лахиялов Шамиль («Анжи»)
- Самба Кристофер («Анжи»)
- Смолов Фёдор («Анжи»)
- Юсупов Артур («Динамо»)
- Касаев Алан («Рубин»)
- Маркано Иван («Рубин»)
- Орбаис Пабло («Рубин»)
- Кариока Рафаэль («Спартак»)
- Комбаров Дмитрий («Спартак»)
- Боржес Ромуло («Спартак»)
- Хонда Кэйсукэ (ЦСКА)

## Сезон 2013/2014
7 голов
- Рондон Саломон («Рубин» — 6, «Зенит» — 1)

5 голов
- Халк («Зенит»)
- Широков Роман («Зенит»)
- Ерёменко Роман («Рубин»)

4 гола
- Кержаков Александр («Зенит»)
- Натхо Бибрас («Рубин»)

3 гола
- Данни Мигел («Зенит»)
- Мельгарехо Лоренсо («Кубань»)
- Попов Ивелин («Кубань»)
- Прудников Александр («Рубин»)

2 гола
- Аршавин Андрей («Зенит»)
- Бальде Ибраима («Кубань»)
- Карадениз Гёкдениз («Рубин»)
- Рязанцев Александр («Рубин»)
- Мовсисян Юра («Спартак»)
- Думбия Сейду (ЦСКА)
- Тошич Зоран (ЦСКА)
- Хонда Кэйсукэ (ЦСКА)

1 гол
- Бухаров Александр («Зенит»)
- Шатов Олег («Зенит»)
- Алиев Александр («Анжи»)
- Бурмистров Никита («Анжи»)
- Епуряну Александр («Анжи»)
- Мкртчян Карлен («Анжи»)
- Эвертон («Анжи»)
- Игнатьев Владислав («Кубань»)
- Букур Георге («Кубань»)
- Каборе Шарль («Кубань»)
- Сиссе Джибриль («Кубань»)
- Азмун Сердар («Рубин»)
- Кузьмин Олег («Рубин»)
- Маркано Иван («Рубин»)
- Навас Сесар («Рубин»)
- Торбинский Дмитрий («Рубин»)
- Озбилиз Араз («Спартак»)
- Муса Ахмед (ЦСКА)

## Сезон 2014/2015
6 голов
- Ари («Краснодар»)
- Халк («Зенит»)
- Рондон Саломон («Зенит»)

5 гола
- Вандерсон («Краснодар»)
- Кураньи Кевин («Динамо»)

4 гола
- Ионов Алексей («Динамо»)

3 гола
- Жоазиньо («Краснодар»)
- Думбия Сейду (ЦСКА)
- Лаборде Рикардо («Краснодар»)

2 гола
- Витсель Аксель («Зенит»)
- Данни Мигел («Зенит»)
- Кокорин Александр («Динамо»)
- Жирков Юрий («Динамо»)
- Конате Мусса («Краснодар»)
- Быстров Владимир («Краснодар»)
- Самба Кристофер («Динамо»)
- Перейра Маурисио («Краснодар»)

1 гол
- Кришито Доменико («Зенит»)
- Шатов Олег («Зенит»)
- Рязанцев Александр («Зенит»)
- Кержаков Александр («Зенит»)
- Ахмедов Одил («Краснодар»)
- Газинский Юрий («Краснодар»)
- Бурмистров Никита («Краснодар»)
- Гранквист Андреас («Краснодар»)
- Бюттнер Александер («Динамо»)
- Касаев Алан («Локомотив»)
- Павлюченко Роман («Локомотив»)
- Муса Ахмед (ЦСКА)
- Натхо Бибрас (ЦСКА)
- Березуцкий Василий (ЦСКА)
- Козлов Алексей («Динамо»)
- Юсупов Артур («Динамо»)

## Сезон 2015/2016
6 голов
- Дзюба Артем («Зенит»)
- Мамаев Павел (Краснодар)
- Думбия Сейду (ЦСКА)

5 голов
- Самедов Александр (Локомотив)

4 гола
- Халк («Зенит»)
- Муса Ахмед (ЦСКА)
- Ниассе Байе (Локомотив)

3 гола
- Смолов Федор (Краснодар)
- Вандерсон (Краснодар)
- Канунников Максим (Рубин)

2 гола
- Шатов Олег («Зенит»)
- Карадениз Гекдениз (Рубин)
- Дзагоев Алан (ЦСКА)
- Майкон (Локомотив)
- Девич Марко (Рубин)

1 гол
- Перрейра Маурисио (Краснодар)
- Сигурдссон Рагнар (Краснодар)
- Миранчук Алексей (Локомотив)
- Тарасов Дмитрий (Локомотив)
- Георгиев Благой (Рубин)
- Устинов Виталий (Рубин)
- Игнашевич Сергей (ЦСКА)
- Данни («Зенит»)
- Витсель Аксель («Зенит»)
- Газинский Юрий (Краснодар)
- Ари (Краснодар)
- Жоазиньо (Краснодар)
- Гранквист Андреас (Краснодар)
- Кузьмин Олег (Рубин)
- Портнягин Игорь (Рубин)
- Карлос Эдуардо (Рубин)
- Тошич Зоран (ЦСКА)

## Сезон 2016/2017
8 голов
- Жулиано («Зенит»)

7 голов
- Полоз Дмитрий (Ростов)

6 голов
- Смолов Федор (Краснодар)

5 голов
- Жоазиньо (Краснодар)
- Азмун Сердар (Ростов)
- Нобоа Кристиан (Ростов)

4 гола
- Кокорин Александр («Зенит»)

2 гола
- Ари (Краснодар)
- Классон Виктор (Краснодар)
- Дзагоев Алан (ЦСКА)

1 гол
- Ананидзе Джано («Спартак»)
- Шатов Олег («Зенит»)
- Дзюба Артем («Зенит»)
- Кержаков Александр («Зенит»)
- Кришито Доменико («Зенит»)
- Джорджевич Лука («Зенит»)
- Мак Роберт («Зенит»)
- Маурисио («Зенит»)
- Гранквист Андреас (Краснодар)
- Енджейчик Артур (Краснодар)
- Куасси Эбуэ (Краснодар)
- Бухаров Александр (Ростов)
- Ерохин Александр (Ростов)
- Эззатолахи Саид (Ростов)
- Мевля Миха (Ростов)
- Ерёменко Роман  (ЦСКА)
- Натхо Бибрас  (ЦСКА)
- Траоре Ласина (ЦСКА)

## Сезон 2017/2018
9 голов
- Кокорин Александр («Зенит»)

6 голов
- Ригони Эмилиано («Зенит»)
- Мануэл Фернандеш («Локомотив»)

4 гола
- Дзагоев Алан (ЦСКА)
- Фарфан Джефферсон («Локомотив»)

3 гола
- Иванович Бранислав («Зенит»)
- Луис Адриано («Спартак»)
- Вернблум Понтус (ЦСКА)

2 гола
- Перейра Маурисио («Краснодар»)
- Классон Виктор («Краснодар»)
- Промес Квинси («Спартак»)
- Зе Луиш («Спартак»)
- Щенников Георгий (ЦСКА)
- Витиньо (ЦСКА)
- Мельгарехо Лоренсо («Спартак»)
- Кришито Доменико («Зенит»)
- Головин Александр (ЦСКА)

1 гол
- Натхо Бибрас (ЦСКА)
- Сулейманов Магомед-Шапи  («Краснодар»)
- Мамаев Павел (Краснодар)
- Игнатьев Иван («Краснодар»)
- Петров Сергей («Краснодар»)
- Гранквист Андреас («Краснодар»)
- Дзюба Артём («Зенит»)
- Самедов Александр («Спартак»)
- Жамалетдинов Тимур (ЦСКА)
- Фернандо («Спартак»)
- Кучаев Константин (ЦСКА)
- Глушаков Денис («Спартак»)
- Миранчук Антон («Локомотив»)
- Миранчук Алексей («Локомотив»)
- Полоз Дмитрий («Зенит»)
- Паредес Леандро («Зенит»)
- Ерохин Александр («Зенит»)
- Денисов Игорь (Локомотив)
- Кузяев Далер («Зенит»)
- Дриусси Себастьян («Зенит»)
- Рыбус Мацей («Локомотив»)
- Чалов Федор (ЦСКА)
- Набабкин Кирилл (ЦСКА)
- Муса Ахмет (ЦСКА)

## Сезон 2018/2019
5 голов
- Дзюба Артем («Зенит»)

4 гола
- Мак Роберт (Зенит)

3 гола
- Влашич Никола (ЦСКА)
- Зе Луиш («Спартак»)
- Сулейманов Магомед-Шапи (Краснодар)
- Азмун Сердар (Зенит)

2 гола
- Чалов Федор (ЦСКА)
- Мельгарехо Лоренсо («Спартак»)
- Классон Виктор (Краснодар)
- Кузяев Далер (Зенит)
- Заболотный Антон (Зенит)
- Пауревич Иван («Уфа»)

1 гол
- Миранчук Антон («Локомотив»)
- Фарфан Джефферсон («Локомотив»)
- Игнатьев Владислав («Локомотив»)
- Крыховяк Гжегож («Локомотив»)
- Сигурдссон Арнор (ЦСКА)
- Щенников Георгий (ЦСКА)
- Попов Ивелин («Спартак»)
- Промес Квинси («Спартак»)
- Луис Адриано («Спартак»)
- Ханни Софьян («Спартак»)
- Ари (Краснодар)
- Вандерсон Масиэл (Краснодар)
- Газинский Юрий (Краснодар)
- Перейра Маурисио (Краснодар)
- Окриашвили Торнике (Краснодар)
- Дриусси Себастьян (Зенит)
- Иванович Бранислав (Зенит)
- Мевля Миха (Зенит)
- Нобоа Кристиан (Зенит)
- Оздоев Магомед (Зенит)
- Паредес Леандро (Зенит)
- Кокорин Александр («Зенит»)
- Игбун Сильвестр («Уфа»)
- Йокич Боян («Уфа»)
- Обляков Иван («Уфа»)
- Сысуев Дмитрий («Уфа»)

## Сезон 2019/2020
3 гола
- Бакаев Зелимхан («Спартак»)

2 гола
- Азмун Сердар (Зенит)
- Дзюба Артем (Зенит)
- Миранчук Алексей («Локомотив»)
- Ари (Краснодар)
- Вильена Тонни (Краснодар)
- Сулейманов Магомед-Шапи (Краснодар)
- Понсе Эсекьель («Спартак»)

1 гол
- Оздоев Магомед (Зенит)
- Ракицкий Ярослав (Зенит)
- Баринов Дмитрий («Локомотив»)
- Крыховяк Гжегож («Локомотив»)
- Берг Маркус (Краснодар)
- Игнатьев Иван (Краснодар)
- Уткин Даниил (Краснодар)
- Фернандеш Мануэл (Краснодар)
- Влашич Никола (ЦСКА)
- Дивеев Игорь (ЦСКА)
- Чалов Федор (ЦСКА)
- Шюррле Андре («Спартак»)

## Сезон 2020/2021
3 гола
- Миранчук Антон («Локомотив»)
- Берг Маркус (Краснодар)
- Кабелла Реми (Краснодар)

2 гола
- Классон Виктор (Краснодар)

1 гол
- Дзюба Артем (Зенит)
- Дриусси Себастьян (Зенит)
- Ерохин Александр (Зенит)
- Лисакович Виталий («Локомотив»)
- Эдер («Локомотив»)
- Вандерсон (Краснодар)
- Рамирес Кристиан (Краснодар)
- Сулейманов Магомед-Шапи (Краснодар)
- Бистрович Кристиян (ЦСКА)
- Гайч Адольфо (ЦСКА)
- Шомуродов Элдор («Ростов»)
- Комличенко Николай («Динамо»)

## Сезон 2021/2022
4 гола
- Соболев Александр («Спартак»)

2 гола
- Азмун Сердар (Зенит)
- Клаудиньо (Зенит)
- Промес Квинси («Спартак»)
- Дуганджич Марко («Сочи»)
- Нобоа Кристиан («Сочи»)
- Терехов Сергей («Сочи»)

1 гол
- Вендел (Зенит)
- Дзюба Артем (Зенит)
- Кузяев Далер (Зенит)
- Малком (Зенит)
- Оздоев Магомед (Зенит)
- Ракицкий Ярослав (Зенит)
- Сутормин Алексей (Зенит)
- Бакаев Зелимхан («Спартак»)
- Игнатов Михаил («Спартак»)
- Ларссон Джордан («Спартак»)
- Мозес Виктор («Спартак»)
- Анджорин Тино («Локомотив»)
- Камано Франсуа («Локомотив»)
- Барсов Максим («Сочи»)
- Бурмистров Никита («Сочи»)
- Прохин Данила («Сочи»)
- Родриган («Сочи»)

## Лучшие бомбардиры российских клубов с 1992 по 2022
| Номер | Игрок              | Голы | Игры | Команды                                            | ЛЧ | ЛЕ | Прочее |
| 1     | Вагнер Лав         | 30   | 58   | ЦСКА (30)                                          | 10 | 20 |        |
| 2     | Кержаков Александр | 28   | 67   | Зенит (27), Динамо (1)                             | 7  | 21 |        |
| 3     | Дзюба Артем        | 24   | 76   | Спартак (7), Зенит (17)                            | 10 | 14 |        |
| 4     | Думбия Сейду       | 23   | 30   | ЦСКА (23)                                          | 16 | 7  |        |
| 5     | Кокорин Александр  | 20   | 42   | Динамо (6), Зенит (14)                             | 1  | 19 |        |
| 6     | / Ари              | 20   | 59   | Спартак (7), Краснодар (13), Локомотив             | 4  | 13 |        |
| 7     | Рондон Саломон     | 18   | 38   | Рубин (11), Зенит (7),                             | 4  | 14 |        |
| 8     | Халк               | 18   | 41   | Зенит (18)                                         | 13 | 5  |        |
| 9     | Тихонов Андрей     | 18   | 55   | Спартак (18), Крылья Советов                       | 11 | 7  |        |
| 10    | Веретенников Олег  | 17   | 22   | Ротор (17)                                         |    | 7  | 10     |
| 11    | Аршавин Андрей     | 17   | 65   | Зенит (17)                                         | 2  | 15 |        |
| 12    | Лоськов Дмитрий    | 17   | 69   | Локомотив (17), Сатурн                             | 5  | 10 | 2      |
| 13    | Дзагоев Алан       | 17   | 78   | ЦСКА (17)                                          | 11 | 6  |        |
| 14    | Погребняк Павел    | 16   | 31   | Спартак (3), Зенит (13)                            | 1  | 11 | 4      |
| 15    | Павлюченко Роман   | 15   | 29   | Спартак (14), Локомотив (1)                        | 5  | 7  | 3      |
| 16    | Титов Егор         | 15   | 77   | Спартак (15)                                       | 9  | 6  |        |
| 17    | Джанашия Заза      | 14   | 31   | Локомотив (14)                                     |    | 6  | 8      |
| 18    | Натхо Бибрас       | 14   | 71   | Рубин (11), ЦСКА (3)                               | 5  | 9  |        |
| 19    | Данни Мигел        | 14   | 70   | Зенит (14)                                         | 12 | 1  | 1      |
| 20    | Азмун Сердар       | 13   | 35   | Рубин (1), Ростов (5), Зенит (7)                   | 8  | 5  |        |
| 21    | Ширко Александр    | 13   | 39   | Спартак (10), Торпедо (2), Шинник                  | 3  | 9  |        |
| 22    | Широков Роман      | 13   | 54   | Зенит (13)                                         | 11 | 2  |        |
| 23    | Нобоа Кристиан     | 13   | 65   | Рубин (5), Динамо, Ростов (5), Зенит (1), Сочи (2) | 6  | 5  | 2      |
| 24    | Самедов Александр  | 12   | 42   | Спартак (3), Локомотив (7), Москва (2)             | 2  | 9  | 1      |
| 25    | Карвальо Даниэл    | 11   | 32   | ЦСКА (11)                                          | 2  | 8  | 1      |
| 26    | Сычев Дмитрий      | 10   | 21   | Локомотив (10)                                     | 2  | 8  |        |
| 27    | Семак Сергей       | 10   | 51   | ЦСКА (6), Москва, Рубин (1), Зенит (3)             | 5  | 5  |        |
| 28    | Смолов Федор       | 10   | 53   | Динамо, Анжи (1), Краснодар (9), Локомотив         |    | 10 |        |
| 29    | Карадениз Гёкдениз | 10   | 57   | Рубин (10)                                         | 1  | 9  |        |
| 30    | Игнашевич Сергей   | 10   | 142  | Локомотив (5), ЦСКА (5)                            | 6  | 4  |        |
| 31    | Это’о Самюэль      | 9    | 16   | Анжи (9)                                           |    | 9  |        |
| 32    | Карпин Валерий     | 9    | 18   | Спартак (9)                                        | 5  | 4  |        |
| 33    | Жоаозиньо          | 9    | 27   | Краснодар (9), Сочи                                |    | 9  |        |
| 34    | Писарев Николай    | 9    | 30   | Спартак (9)                                        | 8  |    | 1      |
| 35    | Цымбаларь Илья     | 9    | 45   | Спартак (8), Локомотив (1), Анжи                   | 8  | 1  |        |

Выделены игроки российских клубов, которые выступают в еврокубках на момент обновления таблицы.